# Linuxfr

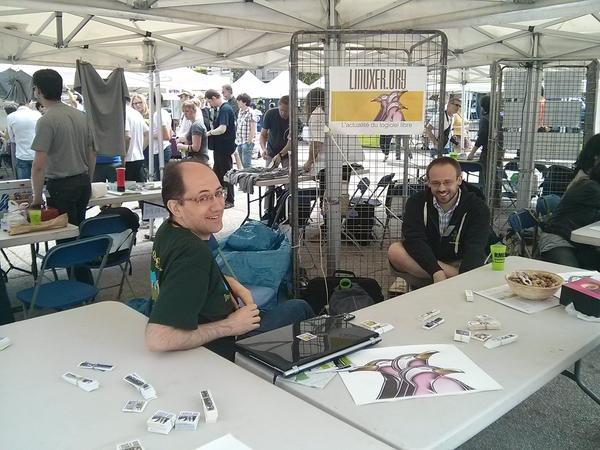
Stand Linuxfr lors des Rencontres mondiales du logiciel libre de Beauvais en 2015.

LinuxFr.org est un site francophone communautaire traitant de l'actualité informatique liée le plus souvent au logiciel libre fondé le 28 juin 1998. Il est alimenté par sa communauté d'utilisateurs de manière contributive.
Ce site est également parfois appelé Da Linux French Page ou simplement DLFP.

## Services
Des dépêches, dont les sujets tournent autour du logiciel libre et de la culture libre, sont publiées irrégulièrement plusieurs fois par jour en moyenne, selon l'actualité, les contributions ou la charge de modération. Une dépêche phare reste épinglée en haut de page, tandis que les autres sont affichées à la suite, en pleine page. Cette organisation, fruit d'une mise à jour majeure du site, succède à un mode de fonctionnement proposant en plus des dépêches dites « de seconde page », visibles succinctement sur la gauche de la page. Les auteurs de dépêches sont des contributeurs authentifiés. Ces dépêches sont modérées, vérifiées, amendées ou étoffées, et éventuellement publiées par une équipe spécialisée.
Les journaux sont des espaces personnels mutualisés d'expression libre ayant rapport avec le monde du Logiciel libre. Contrairement aux dépêches, ces espaces ne nécessitent pas de modération préalable avant publication (voir section Système de notation / auto-modération).
La rubrique Liens permet de partager un lien sans avoir à créer de journal dit « bookmark ». Ainsi, le lien est partagé sans texte et est uniquement affublé d'un titre pour indiquer son contenu. À l'instar des journaux, la modération n'a pas lieu à priori, et bénéficie du système de notation.
Les forums permettent de discuter d'aspects plus techniques, plus précis, ils sont découpés par thèmes.
Les astuces sont des détails techniques auxquels on ne pense pas toujours. Elles sont affichées dans une petite boîte en haut à droite de la page d'accueil. Auparavant les astuces étaient contribuées et modérées. Elles ont pris en 2008 la forme d'un forum du site, et sont maintenant non modérées a priori.
Le logiciel de suivi de problèmes de linuxfr.org permet l'interaction et le suivi entre utilisateurs et administrateurs.
La tribune libre est un système de chat sur une page web très peu interactive. De nombreux logiciels clients de chat interactif appelés « coincoins » ont été développés par la communauté (wmCoinCoin, Pycoincoin, The Koinkoin corner…).
La tribune des rédacteurs est une tribune libre utilisée comme espace collaboratif pour l'entraide à la contribution de news. Elle permet de suggérer des sujets et d'informer sur les rédactions en cours.
Afin de suivre la publication des dépêches, des journaux et des forums, des flux RSS sont mis à disposition.
Une liste de diffusion des dépêches existe, tous les usagers peuvent s'y inscrire. Un mail est envoyé chaque jour à 1h du matin, regroupant toutes les publications de la journée.

## Système de notation / auto-modération
Tous les utilisateurs authentifiés peuvent commenter les dépêches, journaux, forums, astuces et les entrées du système de suivi (le système de suivi accepte les commentaires anonymes). Chaque commentaire peut être jugé « pertinent » ou « inutile » par les utilisateurs authentifiés. Ainsi, la moyenne des votes permet de masquer les commentaires jugés les plus « inutiles ».
Dans la dernière grande révision du site, ce mécanisme d'évaluation a été étendu aux dépêches, journaux, sondages et même messages sur les forums, permettant ainsi au processus démocratique de s'appliquer aux contenus jugés par les utilisateurs inappropriés, hors propos, ou ne présentant que peu d'intérêts.
Le nombre de votes journaliers qu'un contributeur est autorisé à faire dépend des notes reçues par ses propres commentaires ainsi que du nombre de dépêches publiées.

## Modération, révision, publication
Une équipe de modération composée de modérateurs et d'administrateurs assure le rôle de lecture, correction, vérification et publication des dépêches et autres contenus modérés a priori, ainsi que la modération a posteriori des contenus et commentaires. C'est une équipe fermée et renouvelée par cooptation lorsque le besoin s'en fait ressentir (membres n'ayant plus assez de temps ou d'intérêt).

## Salons de discussion
En parallèle de la tribune libre présente sur le site, il existe :
- un salon de discussion IRC, channel #linuxfr sur le réseau Libera Chat (précédemment sur freenode), qui n'est pas lié au site web ;
- un salon XMPP linuxfr@chat.jabberfr.org sur jabberfr.org, administré par les relecteurs et modérateurs du site.

## Association
L'association (loi française de 1901) est la personne morale responsable du site.

## Mises en demeure
Le site a été mis en demeure en 2013
,,, puis en 2017.

## Prix et distinctions
- 2019 : prix pour un numérique ouvert et libre des acteurs du libre en France[11],[12].